# Transpondedor (aeronáutica)

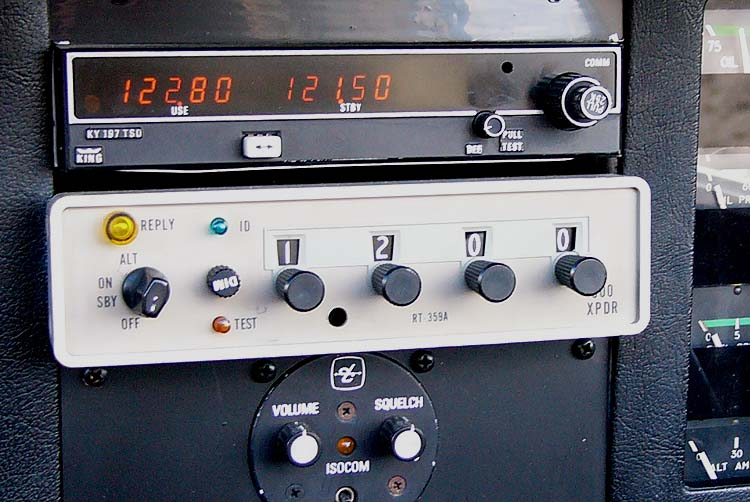
Un transpondedor con el código "Squawk" 1200.

Un transpondedor (forma corta para transmisor-respondedor y a veces abreviado como XPDR, XPNDR, TPDR, o TP)  es un dispositivo electrónico que produce una respuesta cuando se recibe una llamada de radiofrecuencia. Las aeronaves tienen transpondedores para facilitar su identificación en el control del tráfico aéreo. Gracias a estos dispositivos se han desarrollado sistemas anticolisión como un medio de detección de aeronaves en riesgo de chocar unos con otros.
El control de tráfico aéreo utilizan el término "Squawk" (graznar) cuando se asigna un código de transpondedor a una aeronave, por ejemplo Squawk 7421. El Squawk por lo tanto significa "Código de transpondedor seleccionado", que se traduce como "He seleccionado el código de transpondedor (Squawk) xxxx".

## Radar secundario
El radar secundario de vigilancia (SSR) se refiere como "secundario" (Pasivo) para distinguirlo del "radar primario" (Activo).
El radar primario determina distancia y azimut a un blanco con razonablemente alta fidelidad, y en caso de ser un Primario 3D también puede determinar la altura, mediante la generación de una señal de radio que rebota en el objeto y retorna al radar. 
El SSR funciona de forma colaborativa junto con el avión. El secundario "interroga"  y los aviones responden, el radar secundario calcula la distancia y azimut sobre la base de la respuesta del avión, pero además recibe información del transpondedor embarcado que es el que se encarga de transmitir una respuesta a un radar secundario. Esta respuesta más a menudo incluye la altitud de la aeronave y un código identificador de cuatro dígitos.

## Operación
Un piloto puede ser solicitado a "squawk" o activar un código dado por el controlador de tránsito aéreo a través de la radio, usando una frase como "Cessna 123AB, active (Squawk) 0363". Entonces, el piloto selecciona el código 0363 en su transpondedor y su señal en el radar del controlador de tráfico aéreo se asociará con la imagen que tiene este.
Debido a que el radar primario generalmente proporciona información de apoyo y posición pero carece de información de altitud, los modos C y S en los transpondedores también informan de altitud con precisión.

## Códigos de los transpondedores

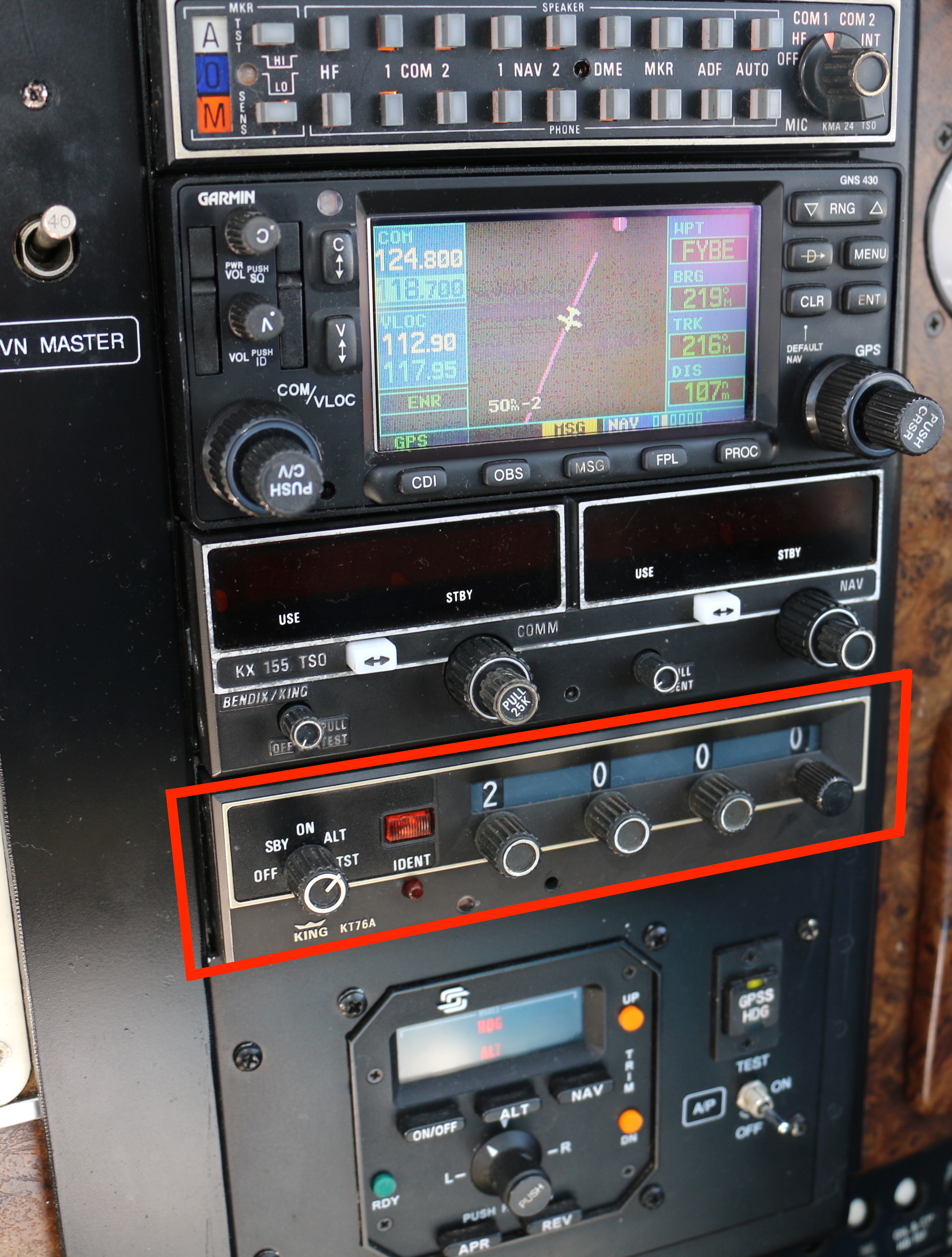
Un transpondedor en un avión privado que emite pitidos en el año 2000.

Los códigos de los transpondedores son números de cuatro dígitos transmitidos por el transpondedor en una aeronave en respuesta a una señal de interrogación del radar secundario para ayudar a los controladores de tráfico aéreo a separar el tráfico. Un código transpondedor discreto (a menudo llamado un código transpondedor) es asignado por los controladores aéreos para identificar unívocamente un avión. Esto permite una fácil identificación de las aeronaves en el radar.
Los códigos Squawk son de cuatro dígitos octales; los diales en un transpondedor se leen de cero a siete, ambos inclusive. Así el Squawk más bajo posible es 0000 y el más alto es 7777. Los cuatro dígitos octales pueden representar hasta 4096 códigos diferentes.
Los pilotos deben tener cuidado de no sintonizar alguno de los código de emergencia durante un cambio de código. Por ejemplo, al cambiar de 1200 a 6501 se podría convertir la segunda rueda a un 5 (por lo tanto 1500), y luego girar la primera rueda hacia atrás en la secuencia 1-0-7-6 a llegar a 6. En un momento dado el transpondedor sintonizaría el código de secuestro, lo que podría conducir a una mayor atención de la que uno desea. Los pilotos son instruidos a no colocar el transpondedor en "modo de espera" mientras cambian los códigos, ya que causa la pérdida de información de destino en la pantalla del control de tráfico aéreo, en su lugar les piden cambiar los códigos cuidadosamente para evitar seleccionar un código de emergencia por error. Los transpondedores digitales modernos son operados por botones para evitar este problema.

## Códigos Squawk utilizados a nivel global
- 7500: Interferencia ilícita (secuestro de la aeronave).
- 7600: Comunicación perdida (problemas con la radio)
- 7700: Emergencia general